# راهنمای عشق ۲
راهنمای عشق ۲ (به انگلیسی: Manual of Love 2) فیلمی محصول سال ۲۰۰۷ و به کارگردانی جووانی ورونزی است. در این فیلم بازیگرانی همچون کارلو وردون، مونیکا بلوچی، ریکاردو اسکامارچو، سرجو روبینی، فابیو ولو، باربورا بوبولوا، آنتونیو آلبانیزه، السا پاتاکی، رزاریو فیورلو و داریو باندیرا ایفای نقش کرده‌اند.